# サキタハヂメ
サキタ ハヂメ（1971年7月30日 - ）は、日本のミュージックソー（のこぎり）奏者、作曲家である。大阪芸術大学芸術学部芸術計画学科卒業。

## 略歴
200年の歴史を持つミュージックソーに魅せられ、演奏活動を行っている。
1991年、東京ののこぎり演奏家・都家歌六の演奏に感激、のこぎり音楽を独学で習得。
1997年・2004年の二度、アメリカ・サンタクルズでのミュージックソーフェスティバル（のこぎり音楽世界大会）で優勝。2005年、日本初となるのこぎり音楽フェスティバルを開催する活動が評価され、大阪市の「咲くやこの花賞」を受賞。世界初の「のこぎり協奏曲」を自ら作曲・編曲。2008年東京にてロイヤルチェンバーオーケストラ（堤俊作指揮）、2009年セントラル愛知交響楽団（濱本広洋指揮）、大阪交響楽団（寺岡清高指揮）で演奏を行う。2011年度文化庁芸術選奨文部科学大臣新人賞（芸術振興部門）受賞
。アメリカ、チェコ、フランス、イタリア（フィレンツェ・ローマ）、エストニア、フィンランド、カザフスタン、ウズベキスタン、キルギス、韓国などでもコンサートツアーを行う。
上記の活動の他に、河内長野「奥河内の音プロジェクト～山を鳴らす～」の芸術監督として、ミュージカルソー（のこぎり）のアイデンティティである「木・森・山」を積極的に響かせていくプロジェクトスタート。「自身の音楽と自然とが呼応する音世界」を模索し発信している。

## 作品
【映画・ドラマ・TV番組の音楽担当】
- ●NHK FMシアター『赤いあと』主演：若林真由美‘23
- ●NHK 夜ドラ『つまらない住宅地のすべての家』主演：井ノ原快彦　‘22
- ●日本テレビ『祈りのカルテ』主演： 玉森裕太  ’22
- ●NHK Eテレ 『あおきいろ』 ’22
- ててて！とまって！／はなしてみよきいてみよ
- ●NHK Eテレ『リフォーマーズの杖』
- ●NHK「ふるさとのNHKより~おかえりなさい。／いってらっしゃい編~」四国共同キャンペーン’21~’22
- ●NHK  連続テレビ小説　『おちょやん』主演 杉咲花　’20~’21
- ●NHK FMシアター『ミニマル・ウーマン』出演 遠藤久美子  ’20
- ●テレビ東京 開局55周年特別企画 新春ドラマスペシャル『最後のオンナ』主演 藤山直美 ’20
- ●NHKBSプレミアム　ドラマ 『黒蜥蜴（くろとかげ） -BLACK LIZARD-』主演：りょう、永山絢斗、演出：林海象 ’19
- ●NHKFMシアター『コンビニ人間』 ’19
- ●NHK総合 よるどら 『ゾンビが来たから人生見つめ直した件』 ’19
- ●NHK Eテレ 『u&i』 ’18〜
- ●東海テレビ系 ドラマ 『いつかこの雨がやむ日まで』主演:渡辺麻友 ’18
- ●映画 『茅ヶ崎物語～MY LITTLE HOMETOWN～』
- 桑田佳祐さん還暦記念企劃 ’17
- ●WOWOWプライム 連続ドラマW 『宮沢賢治の食卓』主演:鈴木亮平 ’17
- ●日本テレビ　日曜ドラマ 『フランケンシュタインの恋』 主演:綾野剛 ’17
- ●NHK大河ドラマ『真田丸』 作曲:服部隆之　演奏:サキタハヂメ(ミュージカルソー)　’16
- ●日本テレビ系列 ドラマ『ど根性ガエル』主演：松山ケンイチケ　’15
- ●NHK 木曜時代劇『銀二貫』主演 林遣都 ’14
- ●TOKYO MX アニメーション「M3」 ’14
- ●NHK BSプレミアム ドラマ『ただいま母さん』　’13
- ●映画『妖怪人間ベム』　（初の海外録音 ニューヨークアバタースタジオにて） ’12
- ●日本テレビ 24時間ドラマ『車イスで僕は空を飛ぶ』主演：二宮和也　’12
- ●日本テレビ系列 ドラマ『妖怪人間ベム』主演：亀梨和也　’11
- ●NHK TV『中学生日記』 オープニングテーマ曲　’08〜
- ●朝日放送テレビ『がんばれ！元気ッズ』 オープニング・エンディングテーマ曲 音楽担当：はじめにきよし　’09〜
- ●ＦＭシアター『あの人の声がきこえた』文化庁芸術祭 ラジオ部門 優秀賞受賞　’08
- ●NHK FMシアター『90日の過ごし方〜マルオ・ラスト・デイズ〜』　’08
- ●NHKドラマ『鞍馬天狗』　作曲:服部隆之  演奏:サキタハヂメ(ミュージカルソー)　’08
- ●NHK TV『シャキーン！』 ’07〜
- ●NHK和歌山『わかやまNEWSウエーブ』音楽担当：はじめにきよし　’04
- ●関西テレビ 開局45周年記念番組『間寛平少年物語』音楽担当：はじめにきよし　’03
- ●映画『ぼくんち』 監督:阪本順治/音楽:はじめにきよし/原作:西原理恵子/主演:観月ありさ/音楽担当:はじめにきよし ’03
- ●NHKラジオ『ラジオ文芸館「青い火花」』作：浅田次郎　音楽担当：はじめにきよし　’03
- ●MBS,TBS系全国放送『サタモニ！』オープニングテーマ曲・ジングルその他音楽担当：はじめにきよし　’02
- ●NHK総合・BS『上方演芸ホール』オープニングテーマ曲音楽担当：はじめにきよし「今夜はカレー」2ndCD「いえ」より　’02
- ●NHK教育『ふしぎいっぱい 小学3年生 理科』オープニングテーマ曲音楽担当：はじめにきよし「ふしぎいっぱい！」3rdCD 「はれ」より

他
【CM.WEB曲】
- ●タナベ胃腸薬ウルソ「胃じゃない」編 　出演 芳根京子 ’20
- ●東京動物園協会「東京Zoovie」テーマ＆サントラ
- ●エリエールブランド４０周年「やさしさのリレー」編　出演 有村架純 ’19
- ●ハウスメイト「服部さんシリーズ」　出演 指原莉乃 ’19〜
- ●TVCM『パンのトラ』’17
- ●DISCO 「みらいへの手紙」篇 ’16
- ●Alfresa 「作文」篇 ’16
- ●NTTグループ 「青い鳥」篇 ’16
- ●朝日生命「好き。」篇 ’15
- ●おつまみのマルエス「毎日をかみしめあう」篇 「わかるように」篇 ’14
- ●Z会 ’14
- ●docomo 「はなして翻訳「プレゼン前」　音楽担当 出演：広末涼子 ’13
- ●リッツ化粧品 「リッツシリーズ」出演:黒木瞳 ’12
- ●ミツカン 「金のつぶ　パキッ！とたれ〜かけたい男篇〜」 ’12
- ●ブルボン企業CM 「OUR BOURBON」出演 芦田愛菜 ’11
- ●メディケア生命「メディくん登場」出演 鈴木福 ’11
- ●ACジャパン テレビ・ラジオCM 「ささえあったら、人になる」歌 ムッシュかまやつ　’11
- ●リクルート「ゼクシィ」 ’09
- ●NTT docomo 企業イメージ ショートムービー「北斎の滝」 ’09
- ●WEB SITE　資生堂「MAJOLICA MAJORCA」chapter 22 　�
- ●資生堂「パーフェクトホイップ」 「パーフェクトリキッド」出演 宮﨑あおい ’07〜’08
- ●マルコメ ’07
- ●富士火災海上保険　 音楽：はじめにきよし ’05 ’06
- ●サンワホーム　 音楽：はじめにきよし ’06
- ●マクドナルド「ハッピーセット」音楽：はじめにきよし　’04
- ●大阪市広報TVCM（民放各局）音楽:はじめにきよし ’04
- ●SHARP「Fappy Ｌモード」〜はじめてのひとり旅篇〜
- はじめにきよし「流れる雲」2ndCD「いえ」より ’01
- ●NTT西日本理髪店にて・割烹にて篇（西田敏行出演）
- はじめにきよし「あした話そう」2ndCD「いえ」より ’00

他
【舞台などの音楽担当】
- ●ラブリーホール・大ホール 奥河内音絵巻  『HOPE』’21
- ●観心寺 音絵巻〜『花と北斗七星を詠う』’21
- ●ラブリーホール・大ホール 奥河内音絵巻『日月山水図の謎』 ’20
- ●ラブリーホール・大ホール 奥河内音絵巻『水とじいちゃん』 ’19
- ●天野山金剛寺～日月山水の庭で～ 『光と音の金剛寺音絵巻 』’19
- ●ラブリーホール・大ホール 奥河内音絵巻 『LUCKY for YOU!』’18
- ●近鉄アート館 古事語り部座　歌劇「ちゃもり～興正菩薩叡尊異聞～」’17
- ●天野山金剛寺（大阪）天野山金剛寺『落慶法要 祝賀プレイベント』’17
- ●ラブリーホール・大ホール かわちながの世界民族音楽祭 『山を鳴らす～木と奏でる人々の歌』 ’17
- ●かわちながの世界民族音楽祭 ’16 奥河内音絵巻 『木と奏でる人々の歌』
- ●かわちながの世界民族音楽祭 ’15 奥河内音絵巻『 幻のまつり』
- ●ラブリーホール 大ホール(大阪)　ミュージカル『夢見の王国』 ’15
- ●東京動物園協会ズーネット （上野動物園・多摩動物公園・葛西臨海水族園・井の頭自然文化園）企画展「たまごのあいうえお」 ’13
- ●舞台 『BOB』 ’12
- ●大和郡山城ホールミュージカル 「ふることぶみ〜古事記1300年記念」 ’12
- ●劇団ひまわりミュージカル『スーホの白い馬』／『おおきなかぶ』　’12
- ●ラブリーホール 大ホール(大阪)　ミュージカル『エターナルガーデン』 ’12
- ●井の頭自然文化園ショートムービー『モルモットとなかよくなるのうた』 ’12
- ●ラブリーホール 大ホール(大阪) ミュージカル『ムーンライト ミステリー』 ’10

他
【校歌】
- ●河内長野市立 南花台小学校校歌 作曲　’12

## ディスコグラフィ
サキタハヂメ
- 2006年12月24日 - 1st Album『MUSICAL SAW SONGS "S"』（全10曲、BJCO-5）
- 2011年04月06日 - 2nd Album『SAW much in LOVE』（全13曲／BJCO-9）
- 2014年01月22日 - Musicalsaw Classic Album『SAW CLASSIC 1』（全09曲／BJCO-10）
- 2014年01月22日 - Musicalsaw Classic Album『SAW CLASSIC 2』（全11曲／BJCO-11）

はじめにきよし
- 2000年（平成12年） - 1stアルバム『はじめにきよし』
- 2001年（平成13年） - 2ndアルバム『いえ』
- 2002年（平成14年） - 3rdアルバム『はれ』
- 2003年（平成15年） - 4thアルバム『楽』

## 作品

### テレビドラマ
- 中学生日記（NHK Eテレ） - オープニング曲
- 妖怪人間ベム（2011年、日本テレビ）
- 24時間テレビドラマスペシャル『車イスで僕は空を飛ぶ』（2012年8月25日、日本テレビ）
- プレミアムドラマ ただいま母さん（2013年2月24日、NHK BSプレミアム）
- 木曜時代劇 銀二貫（2014年、NHK総合）
- ど根性ガエル（2015年、日本テレビ）
- 大河ドラマ 真田丸（2016年、NHK） - 演奏
- フランケンシュタインの恋（2017年、日本テレビ）
- 宮沢賢治の食卓（2017年、WOWOW）
- いつかこの雨がやむ日まで（2018年、東海テレビ）
- ゾンビが来たから人生見つめ直した件（2019年、NHK総合）
- 黒蜥蜴-BLACK LIZARD-（2019年、NHK BSプレミアム）
- 最後のオンナ（2020年、テレビ東京）
- 連続テレビ小説 おちょやん（2020年 - 2021年、NHK） - 音楽担当（劇中に使用される楽曲を制作）[2]
- 祈りのカルテ 研修医の謎解き診察記録（2022年、日本テレビ）
- つまらない住宅地のすべての家（2023年、NHK総合） - 音楽担当

### テレビアニメ
- M3〜ソノ黒キ鋼〜（2014年、TOKYO MXほか）

### テレビ番組
- シャキーン!（2007年 - 、NHK Eテレ）
- おはなしのくに 『いわたくんちの おばあちゃん』（2011年、NHK Eテレ）
- ジャパノロジープラス（2014年、NHKワールド・NHK BS1）

### ラジオドラマ
- FMシアター（NHK-FM）
  - コンビニ人間（2019年）
  - ミニマル・ウーマン（2020年）

### 映画
- 妖怪人間ベム（2012年）
- 茅ヶ崎物語 〜MY LITTLE HOMETOWN〜（2017年）

### 舞台
- BOB（2012年4月 - 5月）
- ムーンライト・ミステリー 〜月の女神の秘密 〜（2011年、2013年。ラブリーホールオリジナルミュージカル）
- エターナルガーデン〜永遠の女王とエデンの城（2012年、2016年。ラブリーホールオリジナルミュージカル）
- おおきなかぶ（2012年4月、劇団ひまわり）
- スーホの白い馬（2013年。劇団ひまわり）
- 奥河内音絵巻（2015年 - ） - 芸術監督・作曲[3]

### CM
- 資生堂 「パーフェクトホイップ」「パーフェクトリキッド」
- 日本マクドナルド 「マクドナルド、エッソ・モービル・ゼネラル エクスプレス共同キャンペーン」
- オートバックス 「オートバックスカーズ」
- リクルート 「リクルートができること・ゼクシィ篇」
- ACジャパン 「ささえあったら、人になる」
- メディケア生命「メディくん登場」
- ブルボン 企業CM「OUR BOURBON」
- リッツ 「リッツシリーズCM」
- ACジャパン 「思いやり・助け合い ささえあったら、人になる。」
- ミツカン 「金のつぶ パキッ!とたれ〜かけたい男篇〜」
- NTTドコモ 「はなして翻訳 プレゼン前」
- Z会

### 楽曲提供
- パプリカ Foorin楽団バージョン（2019年） - 編曲
- ててて！とまって！(2022年) -作曲
- はなしてみよ　きいてみよ(2022年)-作曲

## 出演

### 映画
- パコと魔法の絵本（2008年）

### テレビドラマ
- 木曜時代劇 銀二貫 最終回（2014年6月5日、NHK総合） - お咲の夫 役
- NHK  連続テレビ小説　『おちょやん』　’20~’21　-ラジオドラマ楽団 指揮者